# 吳光傑
吳光傑（1952年9月4日—），聖名若瑟，是越南籍天主教總主教，也是河內總教區榮休總主教。

## 生平
吳光傑生於1952年9月4日越南諒山省。於1991年5月21日晉鐸。
1999年晉牧，並被時任教宗若望·保祿二世任為諒山暨高平教區主教。2003年4月26日，任命吳光傑為河內總教區署理主教；及至2005年2月19日，原總主教范廷頌樞機榮休；吳光傑同日真除總主教職務。
2007年起越南的天主教徒要求政府發還被充公的教產，吳被指為煽動者而被要求調離。2010年5月13日他的辭呈獲梵蒂岡接納，他在前一天啟程到美國治病。總教區首牧職位將由助理總主教阮文仁繼任。